# Richard Grenville-Temple, II conte Temple
Richard Grenville-Temple, II conte Temple (Wotton Underwood, 26 settembre 1711 – Londra, 12 settembre 1779), è stato un politico britannico.

## Biografia
Figlio di Richard Temple, studiò ad Eton e alla Sorbona, qualificandosi come esperto di politica estera.
Nel 1734 entrò in Parlamento e si legò subito al partito Whig e nel 1754 sua sorella Hester sposò William Pitt il Vecchio.
Grazie a questa unione riuscì ad ottenere posti molto alti in Parlamento e fu per un certo periodo Lord Dispensiere e Primo Lord dell'Ammiragliato.
Successivamente fece parte dei gabinetti di William Cavendish, IV duca di Devonshire, e Thomas Pelhem-Holles.
Egli fu anche responsabile della nascita di innumerevoli ospedali e scuole nel Buckinghamshire e coudiavò William Ponsoby, II conte di Bessborough nel processo di culturalizzazione della società agricola. Fu inoltre responsabile di alcune riforme nell'esercito, nella marina e nella liberalizzazione della politica inglese.